# Свиридонівка (Покровський район)
Свиридо́нівка — село Гродівської селищної громади Покровського району Донецької області, Україна. У селі мешкає 35 людей.

## Загальні відомості
Відстань до райцентру становить близько 25 км і проходить автошляхом місцевого значення.

## Населення
За даними перепису 2001 року населення села становило 35 осіб, із них 68,57 % зазначили рідною мову українську та 31,43 % — російську.